# Salle
Pour les articles homonymes, voir Salle (homonymie) et Pièce.

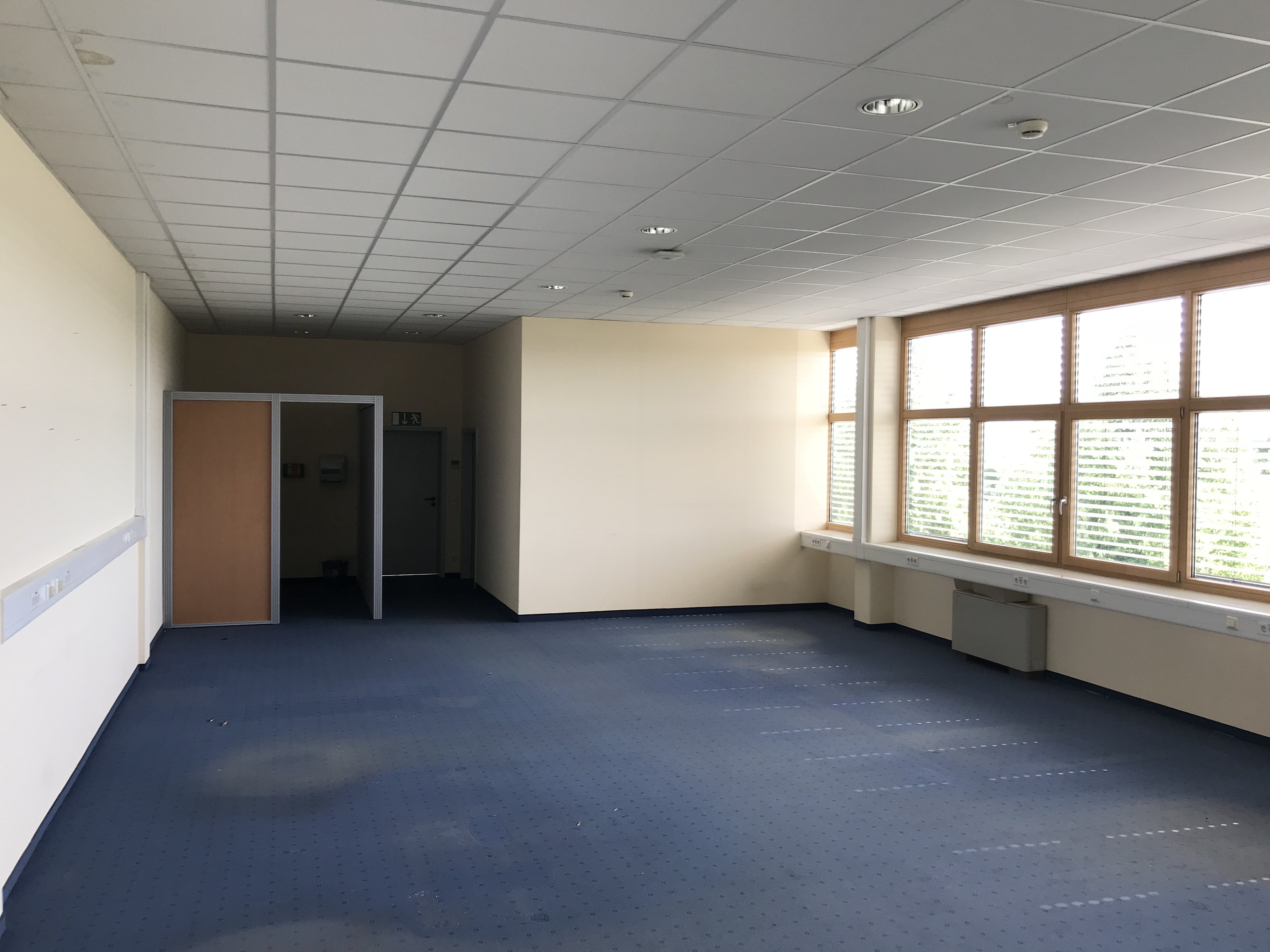
Une pièce vide.

Une salle ou une pièce est un espace dans un bâtiment délimité par des murs et des cloisons ayant une fonction définie.

## Pièces d'une habitation

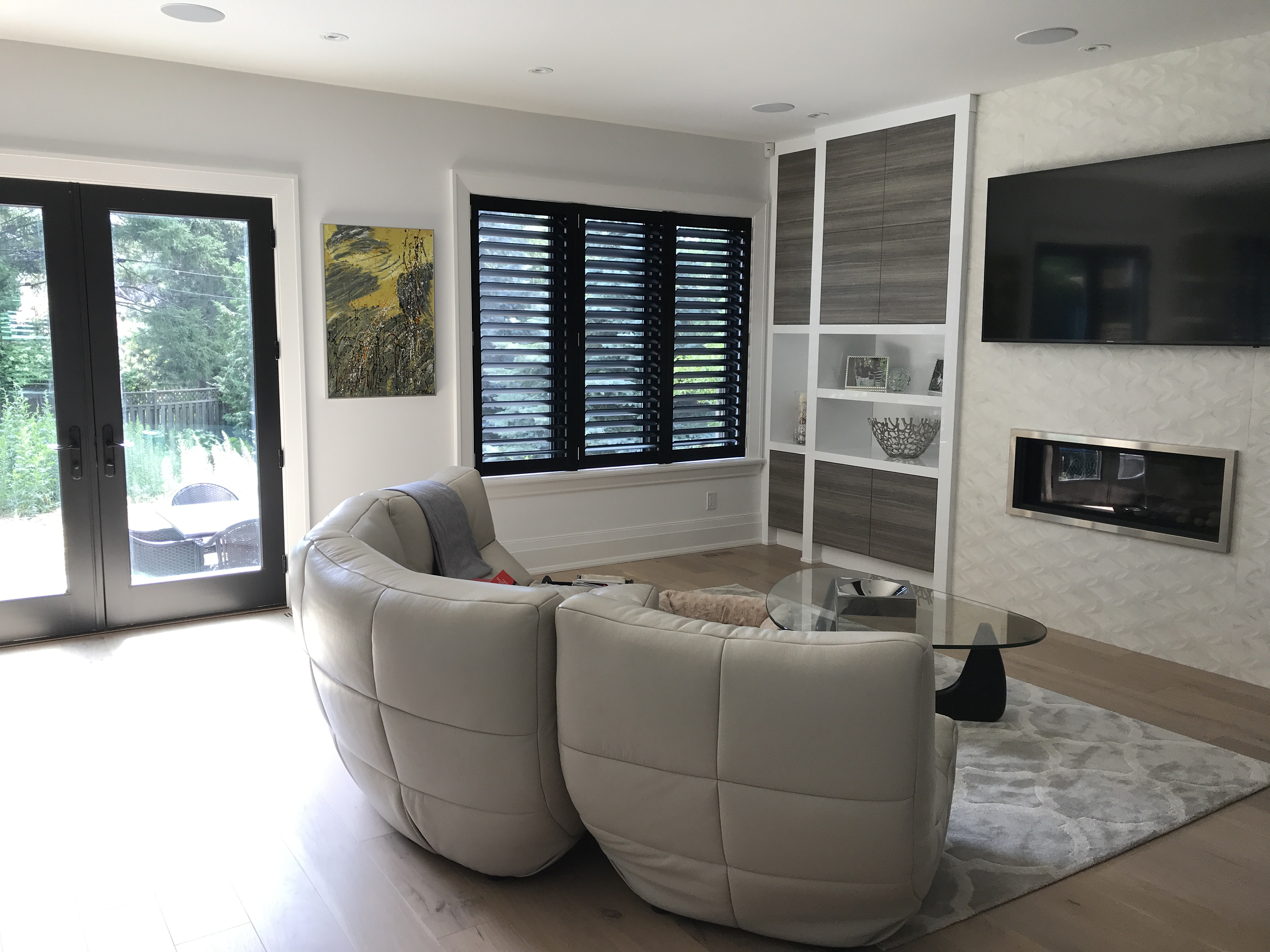
Salle de séjour

Le nombre de pièces d'une habitation varie selon ses dimensions (grande maison, appartement) et selon les besoins de ses occupants. On distingue les pièces partagées par les occupants (comme la salle de séjour ou bien la salle à manger) des pièces privées (comme la salle de bains et la chambre à coucher). Un logement comporte également plusieurs espaces dont l'utilité est simplement le déplacement entre les différentes pièces (ex. : cage d'escalier) ou de transition (ex. : vestibule).

### Pièces communes
- Bibliothèque
- Cinéma à domicile
- Entrée
- Fumoir
- Parloir
- Salle à manger
- Salle de séjour (salon)
- Salle de réception
- Sauna
- Solarium
- Véranda

### Pièces privées
- Antichambre
- Boudoir
- Cabinet de toilettes
- Chambre à coucher
- Chambre d'ami
- Chambre de bonne
- Cuisine dînatoire
- Garçonnière
- Garde-robe
- grotte Pièce où il y avait des fontaines dans certains Château
- Salle d'eau
- Salle de bains
- Suite parentale

### Pièces utilitaires
- Atelier
- Arrière-cuisine[2]
- Buanderie
- Bureau
- Cabanon
- Cave
- Cave à vin
- Cellier
- Cuisine
- Cuisinette
- Débarras
- Garage
- Garde-manger
- Office
- Panic room
- Resserre
- Salle mécanique
- Sous-sol

### Autres espaces
- Cage d'escalier
- Balcon
- Couloir
- Dégagement
- Passage
- Hall d'entrée
- Galeries
- Patio
- Sas
- Terrasse (architecture)
- Vestibule

## Autres pièces
- Cantine
- Réfectoire
- Dortoir

## Types de salles
- Salle blanche
- Salle capitulaire
- Salle informatique
- Salle opératoire

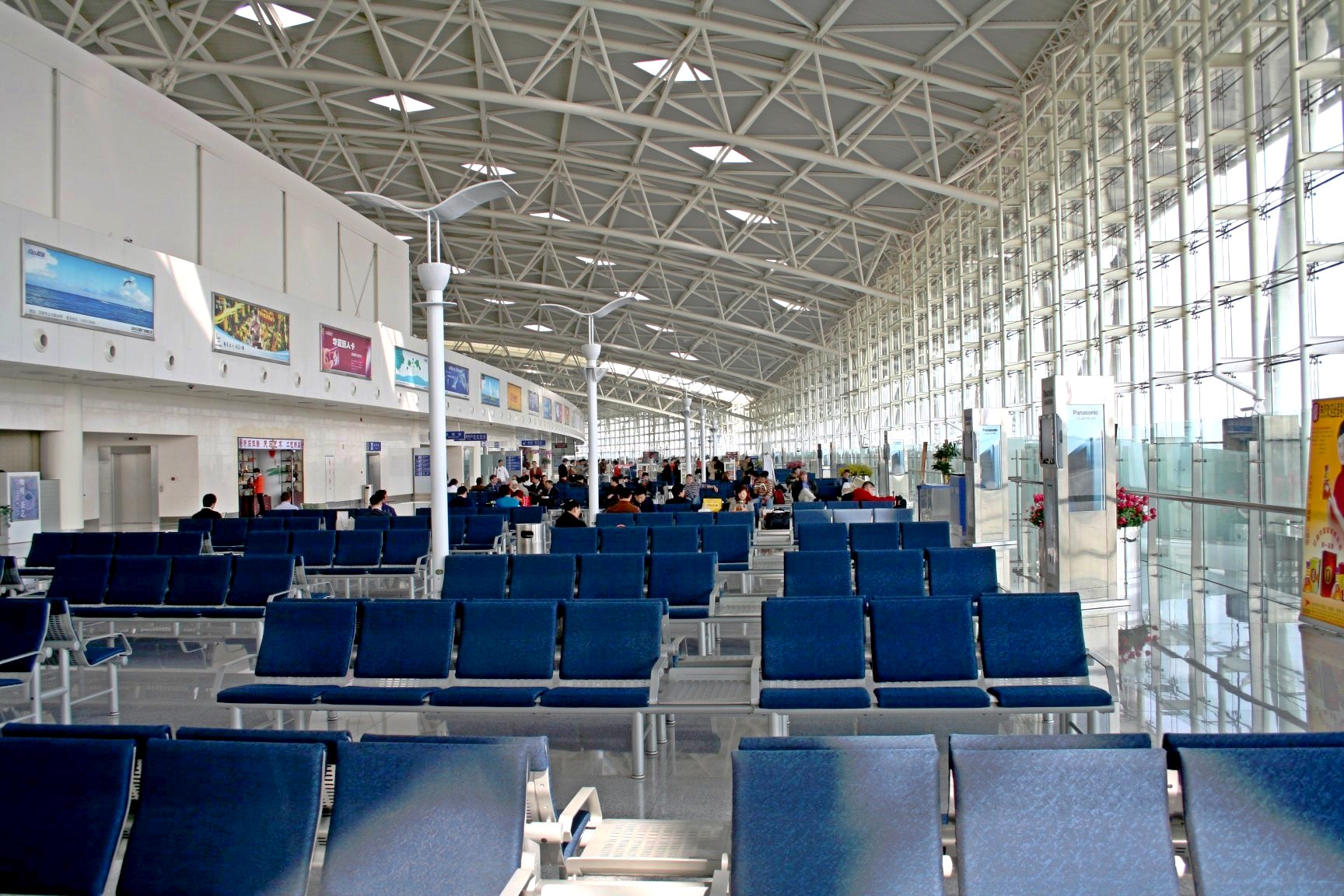
Salle d'attente
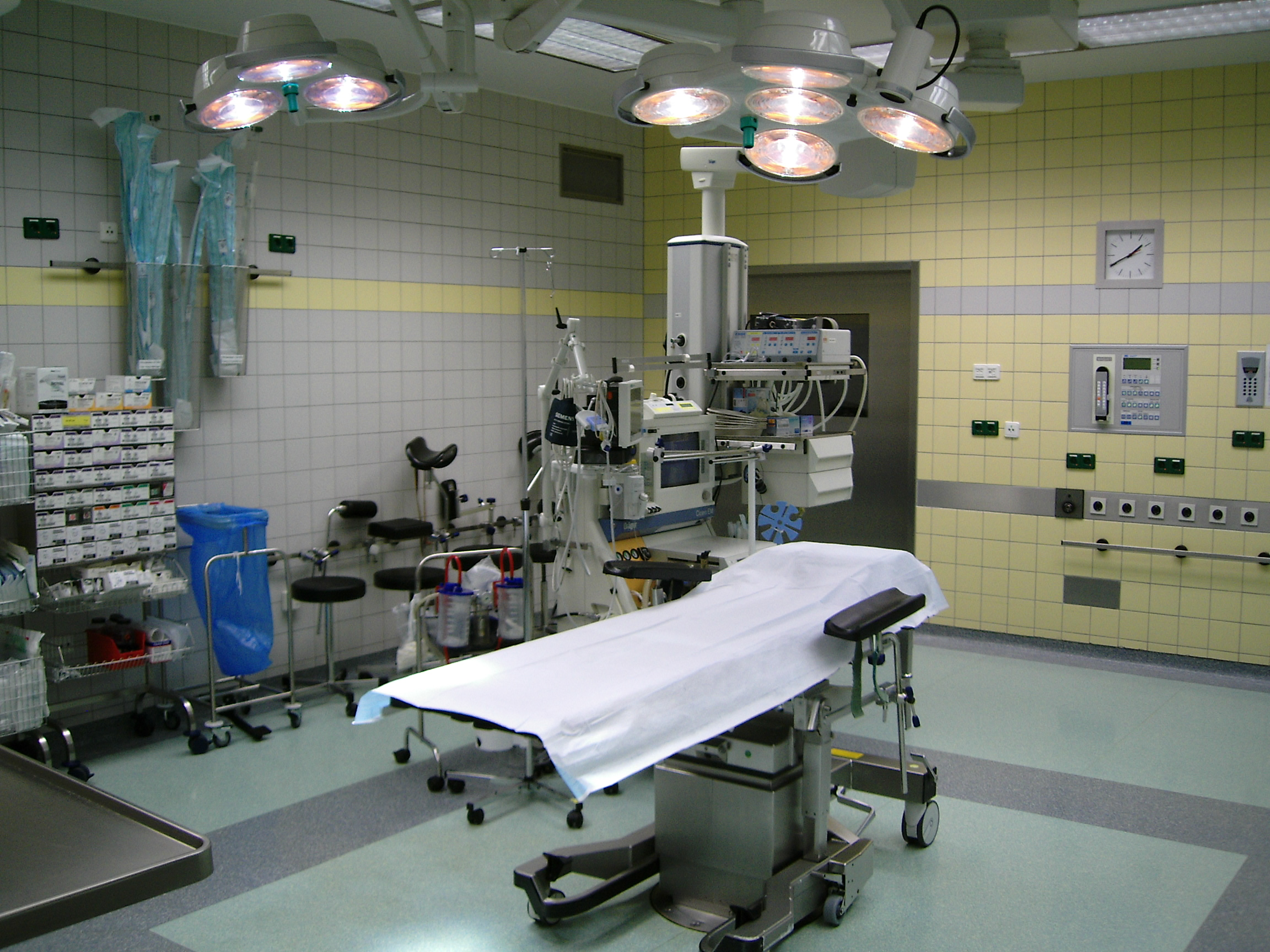
Salle d'audience
- Salle d'embarquement
- Salle d'opérations
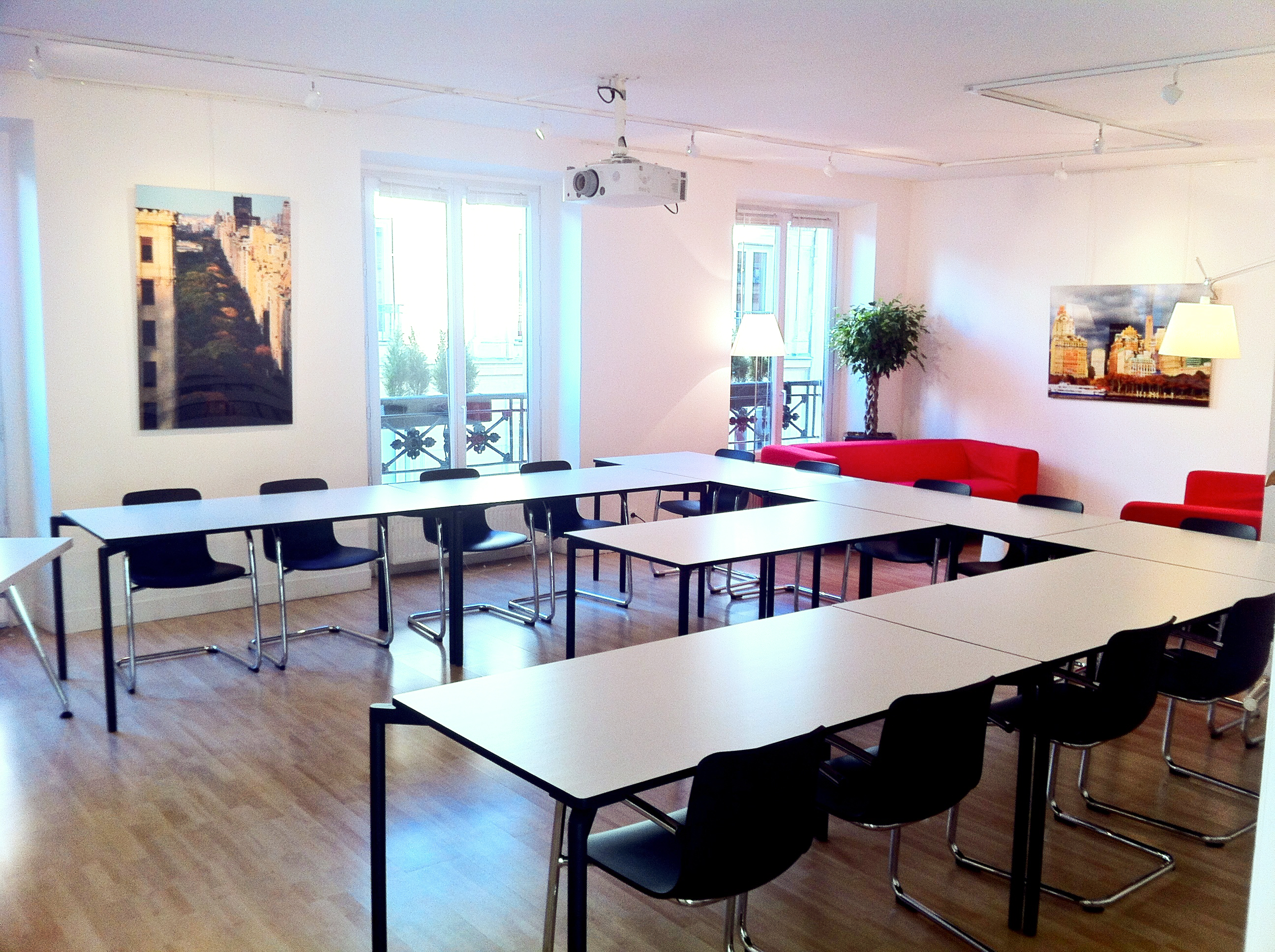
Salle de bal
- Salle de banquet
- Salle de cinéma
- Salle de classe
- Salle de concert
- Salle de conférence
- Salle de jeux
- Salle de détente
- Salle de lecture
- Salle de musculation
- Salle de prière
- Salle de réception
- Salle de spectacle
- Salle de sport
- Salle des fêtes
- Salle des mariages
- Salle des pas perdus
- Salle des séances
- Salle de ventes

- Salle d'attente
- Salle opératoire
- Salle de conférence

## Toponymie
- Salle est un hameau belge de la commune de Bertogne